# 核子木
核子木（学名：Perrottetia racemosa）是十齿花目核子木属的植物，为中国的特有植物。分布在中国大陆的四川、贵州、湖北等地，生长于海拔300米至1,600米的地区，常生长在较阴湿的山中沟谷或溪边，目前尚未由人工引种栽培。